# شهرستان وایده
شهرستان Wythe (به انگلیسی: Wythe County) یک منطقهٔ مسکونی در ایالات متحده آمریکا است که در ویرجینیا واقع شده‌است. شهرستان Wythe ۱٬۲۰۴٫۳۵ کیلومتر مربع مساحت و ۲۹٬۲۳۵ نفر جمعیت دارد.